# Суходол (приток Хопра)
Суходол (Сухой Дол) — река в России, протекает в Бековском районе Пензенской области. Правый приток реки Хопёр.

## География
Река Суходол берёт начало восточнее села Миткирей. Течёт на юг по открытой местности и впадает в Хопёр южнее посёлка Беково. Длина реки составляет 12 км.
На реке образовано водохранилище площадью 50,4 га. Там разводятся карп, карась серебряный, уклея, верховка, окунь.

## Данные водного реестра
По данным государственного водного реестра России относится к Донскому бассейновому округу, водохозяйственный участок реки — Хопёр от истока до впадения реки Ворона, речной подбассейн реки — Хопер. Речной бассейн реки — Дон (российская часть бассейна).
Код объекта в государственном водном реестре — 05010200112107000005612.